# Tethionea obtusidens
Tethionea obtusidens là một loài bọ cánh cứng trong họ Cerambycidae.